# Franke
Franke este o companie elvețiană producătoare de sisteme complete pentru bucătăriile de uz casnic și aplicatii profesionale de food service, în domeniul preparării cafelei și în furnizarea soluțiilor de igienă.
Grupul are sediul central la Aarburg, Elveția.
Franke are peste 12.000 de angajați și peste 70 de subsidiare în 40 de țări.
În anul 2008 a avut vânzări de aproape 3 miliarde de franci elvețieni.

## Franke în România
Compania este prezentă în România începând cu anul 1998,
comercializează electrocasnice încorporabile pentru bucătării și are o rețea de 25  de showroom-uri.
Cifra de afaceri în 2007: 15 milioane euro